# 256位元
256位元指的是以256位元字節為中心而運作的處理器及操作系統。

## 使用
它的CPU有可以運作單一指令功能的指令组（如AVX指令集和FMA指令集 等）。 使256位元的寄存器可被用於存儲幾個較小的數字，如八個32位的浮點數，一個單一指令也可以與操作上的這些數值同時進行。 然而，這些處理器的操作不會在256的二進制數字長度上的獨立數字進行，而是它的寄存器大小只有256位元。 二進制同樣可以在128位元的系統找到。
- 256位元是高級加密標準可選的密鑰長度。

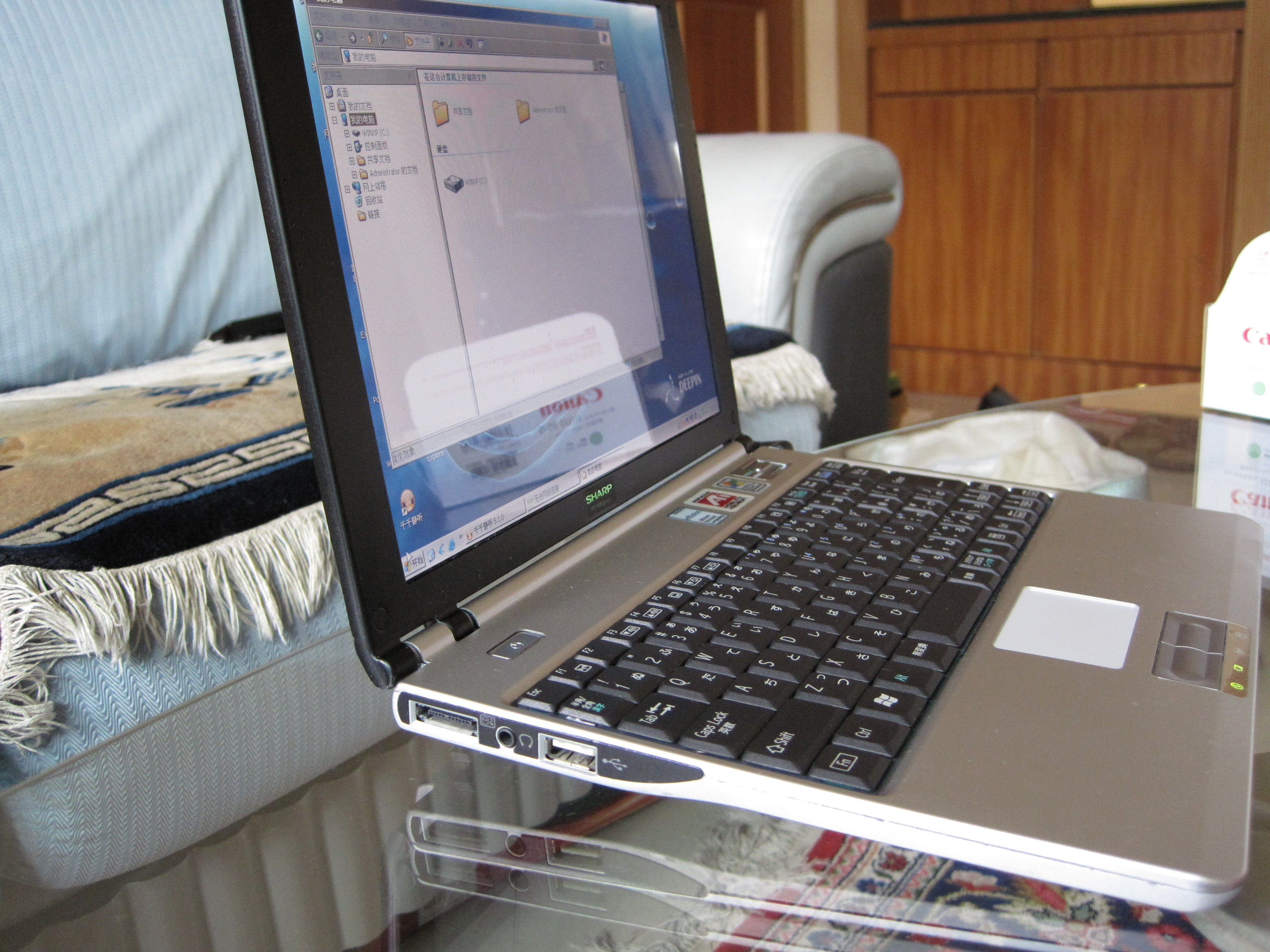
使用 Efficeon 處理器的筆電

- 現在的GPU晶片利用256位元存儲器的匯流排轉移資料。
- 運行此技術的 Efficeon 處理器是 Transmeta 的第二代使用256位元的超長指令字，是被設計來轉換 x86 處理器代碼為本地指令的芯片。[1][2]
- 增加字元的長度可以加快高精度計算的字庫。 它也可以應用在密碼學上。
- 劍橋大學的研究人員在他們的 CHERI 性能系統中使用256位搭配能力的指示器，包括性能和處理資料[3]。

## 歷史
美國國防高等研究計劃署所供資的的數據密集型結構系統（Data-Intensive Architecture，DIVA）納入5級256位元數據路徑的管線記憶體處理器（Processor-in-memory，PIM），2002年，該技術包含完整的登記文件與算術邏輯單元，在一個叫做「WideWord」的處理器完成。

## 另見
- 柏克萊I-RAM計劃（英语：Berkeley IRAM project）
- 計算記憶體（英语：Computational RAM）